# Patricia Moreno
Patricia Moreno Sánchez (Madri, 7 de janeiro de 1988) é uma ginasta espanhola que compete em provas de ginástica artística.
Moreno iniciou-se na ginástica em 1995, influenciada pela romena Simona Amanar. Conquistou, pela primeira vez, uma medalha olímpica para ginástica artística feminina da Espanha, nos Jogos de Atenas em 2004, nos quais foi a terceira no solo com a pontuação de 9,487. Durante as Olimpíadas, Moreno também estreou o salto tripla pirueta e meia no solo, um movimento que é agora intitulado Moreno.

## Carreira
Filha de Fernando e Maria José, Patricia iniciou-se na ginástica aos sete anos e teve sua estreia em campeonatos internacionais, enquanto membro da equipe espanhola, em abril de 2002, no Grã-Bretanha vs Espanha Júnior, do qual saiu com o ouro por equipes e o bronze do individual geral. No ano seguinte fez sua estreia sênior no Campeonato Nacional Espanhol - no qual conquistou a prata no solo e no individual geral e o bronze no salto - e no Mundial de Anhaneim, nos Estados Unidos, no qual atingiu a quinta colocação por equipes e a 22ª no concurso geral.
Em 2004, aos dezesseis anos, participou de sua primeira Olimpíada - Os Jogos de Atenas. Nesta edição, classificou-se para duas finais: Por equipes, não subiu ao pódio e encerrou na quinta posição. Na disputa individual, no solo, conquistou o bronze, superada pelas romenas Catalina Ponor e Daniela Sofronie. Com esse resultado, a atleta tornou-se a primeira ginasta a conquistar uma medalha olímpica para a nação. Perdendo a maior parte das competições de 2005, devido a uma lesão [carece de fontes?], Moreno disputou duas etapas da Copa do Mundo, nas quais conquistou duas medalhas - bronze nas barras assimétricas e prata no solo, na edição de São Paulo.
Em 2006, no Europeu de Volos, Patricia foi à final por equipes, na qual atingiu a quarta colocação. No Nacional Espanhol, subiu ao pódio como segunda colocada geral. No ano seguinte, Moreno saiu-se como a maior vitoriosa da edição Nacional, competiu no Europeu de Amsterdã, no qual qualificou-se para as finais do individual geral e no solo. Na primeira, ficou na 15ª colocação e na segunda, em sétimo. No Mundial de Stuttgart, não ultrapassou a qualificatória por equipes. Em 2008, foi aos Jogos de Pequim, mas não defendeu a equipe espanhola em nenhuma disputa. Aos 21 anos, a ginasta continua a defender a equipe nacional [carece de fontes?].

## Principais resultados
| Ano  | Evento                              | AA               | Equipe | Salto sobre o cavalo | Trave            | Barras assimétricas | Solo              |
| ---- | ----------------------------------- | ---------------- | ------ | -------------------- | ---------------- | ------------------- | ----------------- |
| 1998 | Campeonato Nacional Espanhol Alevin |                  |        | Medalha de ouro      |                  | Medalha de prata    | Medalha de prata  |
| 2002 | Campeonato Nacional Espanhol Júnior | Medalha de ouro  |        | Medalha de ouro      | Medalha de prata | Medalha de ouro     | Medalha de ouro   |
| 2003 | Campeonato Nacional Espanhol        | Medalha de prata |        | Medalha de bronze    |                  |                     | Medalha de prata  |
| 2004 | Jogos Olímpicos                     |                  | 5º     |                      |                  |                     | Medalha de bronze |
| 2004 | Campeonato Europeu                  |                  |        | 4º                   |                  |                     |                   |
| 2006 | Copa do Mundo - Gante               |                  |        |                      |                  |                     | Medalha de prata  |
| 2007 | Campeonato Nacional Espanhol        | Medalha de ouro  |        |                      |                  |                     |                   |